# Ostdeutsche Zeitung
Ostdeutsche Zeitung (pol. Gazeta Wschodnioniemiecka) – poznański dziennik niemieckojęzyczny wychodzący w latach 1862–1878.
Pismo adresowane było do Niemców z obozu liberalnego, jego pierwszym wydawcą był księgarz Louis Türk, a redaktorem odpowiedzialnym poeta i dramaturg dr Rudolf Gottschall. Gazetę drukowano w drukarni Louisa Merzbacha. Jeszcze w 1862 Gottschall z nieznanych przyczyn opuścił redakcję i został zastąpiony przez Emila Schiwecka, a ten z kolei w 1864 przez Paula Waldsteina. Kolejnymi redaktorami naczelnymi byli: Julius Stein (od 1869), W. Holze (w 1875), J. Voigt i Wiener.
Pismo stało na stanowisku równouprawnienia narodowościowego i wyznaniowego, co przysporzyło mu licznych czytelników, owocując dynamicznym rozwojem – od 1869 ukazywało się dwa razy dziennie publikując obszerny dział informacji bieżących. Dodatkowo zamieszczano korespondencje z Berlina i Warszawy. Czasopismo było też pozytywnie oceniane przez polską prasę poznańską, która wskazywała na obiektywizm publikowanych relacji, także z procesów przeciwko polskim działaczom patriotycznym. Reprezentowanie przez pismo takiego kursu było przyczyną konfiskat niektórych numerów przez władze pruskie. Od 1869 dodano podtytuł „Deutsche Posener Zeitung” (Niemiecka Gazeta Poznańska), z jednoczesnym zapewnieniem, że nadal będzie reprezentować stanowisko liberalne. W 1870, po przejęciu redakcji przez Juliusa Steina, charakter gazety zmienił się jednak znacząco na proniemiecki. W 1878 zmieniono też tytuł na „Posener Tageblatt”.